# A Misteriosa Chama da Rainha Loana
A Misteriosa Chama da Rainha Loana (2004) é um livro do escritor italiano Umberto Eco.

## Sinopse
Em Milão, 1991, um homem vendedor especializado de livros antigos e raros, perde a memória e começa a reconstruir a sua história. Conta com a ajuda da família e de pessoas que o conheciam. Vai se descobrindo a partir de objetos, livros juvenis e infantis, cadernos escolares, revistas de quadrinhos e outras, anúncios de publicitários antigos, etc. 
A edição é repleta de gravuras da época, os anos 40. Na obra se apresenta um panorama da Itália nesse período, do Fascismo, da guerra passando por muitas referências de Literatura, História, Filosofia, Religião, Política. São significativas na narrativa as lembranças de um amor de infância.